# 1414
Пізнє Середньовіччя •  Відродження •  Реконкіста •  Ганза •  Столітня війна •  Велика схизма

## Геополітична ситуація
Османську державу очолює Мехмед I (до 1421). Імператором Візантії є Мануїл II Палеолог (до 1425), а королем Німеччини Сигізмунд I Люксембург (до 1437). У Франції править Карл VI Божевільний (до 1422).
Апеннінський півострів розділений: північ належить Священній Римській імперії, середню частину займає Папська область, південь належить Неаполітанському королівству. Деякі міста півночі: Венеція, Флоренція, Генуя тощо, мають статус міст-республік.
Майже весь Піренейський півострів займають християнські Кастилія і Леон, де править Хуан II (до 1454), Арагонське королівство на чолі з Фердинандом I (до 1416) та Португалія, де королює Жуан I Великий (до 1433). Під владою маврів залишилися тільки землі на самому півдні.
Генріх V є королем Англії (до 1422). У Кальмарській унії (Норвегії, Данії та Швеції) королює Ерік Померанський. В Угорщині править Сигізмунд I Люксембург (до 1437). Королем польсько-литовської держави є Владислав II Ягайло (до 1434). У Великому князівстві Литовському княжить Вітовт.
Частина руських земель перебуває під владою Золотої Орди. Галичина входить до складу Польщі. Волинь належить Великому князівству Литовському. Московське князівство очолює Василь I.
На заході євразійських степів править Золота Орда. У Єгипті панують мамлюки, а Мариніди — у Магрибі. У Китаї править династії Мін. Значними державами Індостану є Делійський султанат, Бахмані, Віджаянагара. В Японії триває період Муроматі.
Цивілізація майя переживає посткласичний період. У долині Мехіко склалася цивілізація ацтеків. Почала зароджуватися цивілізація інків.

## Події
- Правитель Австрії Ернст Залізний став використовувати титул ерцгерцога.
- У Франції арманьяки на чолі з королем та дофіном відбили в бургіньйонів кілька міст, зокрема Суассон. 4 вересня в Аррасі підписано перемир'я у війні.
- Англійський король Генріх V розігнав зібрання лолардів у лондонській церкві святого Джайлса на полях.
- Королевою Неаполя стала Джованна II, змінивши на троні свого брата Владислава.
- 5 листопада за ініціативою імператора Священної Римської імперії Сигізмунда в Констанці (Німеччина) відкрився XVI Вселенський собор, призначений покласти край Великій схизмі, коли в Європі існувало декілька римських пап (один — в Римі, другий — в Авіньйоні, третій — в Пізі) і гусистському єретичному руху.
- Незважаючи на охоронну грамоту, видану імператором Священної Римської імперії Сигизмундом чеському реформатору Яну Гусу, 28 листопада його заарештували під час церковного собору в Констанці за звинуваченням у єресі.
- У Делійському султанаті династія Сайїд змінила династію Туглак.